# 内田みこ
内田 みこ（うちだ みこ、1996年7月2日 - ）は、競技麻雀のプロ雀士。東京都出身。日本プロ麻雀連盟所属。女流桜花C1リーグ在籍。団体内の段位は初段。

## 経歴
高校生時代にアルバイトをしていたつけ麺屋の従業員と打ち始めたことで麻雀に本格的に関わるようになる。高校卒業後は空間デザイナーを目指して建築系の専門学校に進むが、学費を稼ぐためのアルバイトとの両立が困難になり退学。当時雀荘でアルバイトをしており、村上淳らプロ雀士からのアドバイスもあってプロ雀士の道を目指すこととし、日本プロ麻雀連盟のプロテストを受験。2017年に第33期生としてプロ入りする。
2023年、2023-24シーズンからMリーグに参入するBEAST Japanextの「ドラフト会議指名オーディション」に応募し、選考会に出場する8名に選ばれる。予選A組では新井啓文・浅井堂岐・竹内元太といった実力者を相手に新井に次ぐ2位でセミファイナル進出、セミファイナルでは浅井と、連盟の先輩である山井弘・宮内こずえを相手に着順1-2-2-3の+79.7ポイントの独走状態でファイナル進出を決める。ファイナルでは浮上のきっかけをなかなかつかめず、着順4-2-4-4の一人マイナスで4着に終わり、BEAST Japanextの指名権獲得には至らなかった。

## 雀風・人物
- 対局中も表情がほとんど変わらず、闘志を表に出さず常に淡々と麻雀を打つ姿が特徴的。キャッチコピーは「屈強キャッツアイ」[6]。
- 2019年10月8日に自身のTwitterで結婚を公表[7]、2020年5月10日に女児出産を公表した[8]。

## 獲得タイトル
- 第14期夕刊フジ杯麻雀女王決定戦 優勝[9]。
- 麻雀最強戦2022 女流プロ令和の乱 優勝[6]。